# Ritratto di William Sisley
Il Ritratto di William Sisley è un dipinto del pittore francese Pierre-Auguste Renoir, realizzato nel 1864 e conservato al museo d'Orsay di Parigi.
Nel 1864 Renoir commissionò un ritratto del padre William all'amico Renoir, così da aiutarlo a superare la pressante crisi economica in cui versava. William era un ricco uomo d'affari e poco sappiamo su questo personaggio, tranne che favorì apertamente la vocazione pittorica del figlio, nonostante non vi fossero precedenti in famiglia. Renoir completò il dipinto nel 1864 e lo espose al Salon dell'anno successivo. Dopo varie peregrinazioni (troviamo l'opera nelle collezioni di Alice-France Sisley, Bernheim-Jeune, Ernest May, Lazare Weiller e altri) il Ritratto approdò nelle sale del museo del Louvre nel 1952, per poi trovare la sua collocazione definitiva nel 1986 entrando ufficialmente a far parte delle collezioni del museo d'Orsay, sempre a Parigi, con numero d'inventario RF 1952 3.
L'opera è riconducibile non solo al realismo di Courbet, ma anche ai moduli ritrattistici propugnati da Jean-Auguste-Dominique Ingres, uno dei maestri prediletti da Renoir (trasparenti, infatti, sono le analogie con l'ingresiano Ritratto di monsieur Bertin). In quest'opera l'artista dà prova del proprio virtuosismo definendo una composizione essenziale e sobria, dove William Sisley, elegantemente vestito, assume una posa austeramente simmetrica, con una fisionomia e uno sguardo entrambi molto severi. La rigidità del dipinto viene stemperata solo dalla mano destra che regge gli occhiali, azione tranquilla ma energica. Dal punto di vista cromatico, invece, l'opera è strutturata su un raffinato accordo di colori, con i toni caldi dell'incarnato del viso che si staccano dal bruno omogeneo dello sfondo e dall'impasto nero della veste. In questo dipinto, insomma, Renoir raggiunge una perfetta sintesi di ufficialità e psicologia: si tratta, tuttavia, di un risultato ben distante dagli esiti della sua ritrattistica matura, caratterizzata da una struttura compositiva più libera e vivace.